# Elizabeth Berkley
Elizabeth Berkley (Farmington Hills, Michigan, 1974. július 28.) amerikai modell, táncosnő, színpadi és filmszínésznő.
Az 1980-as évek végén a Saved by the Bell Jessie Spanójaként szerzett nevet. Híres, bár vitatott alakítása a Showgirls főszerepe, Nomi Malone (1995).

## Fiatalkora
Jól szituált, konzervatív zsidó családban született Detroit egyik északi elővárosában, Farmington Hills-ben, a gazdag Oakland megyében, 1974-ben, más források szerint 1972-ben. Van egy Jason nevű bátyja. Elizabeth már négyéves korában táncolni tanult, a gyakorláshoz szülei külön szobát rendeztek be neki házuk pincéjében. Bloomfield Hillsben, a Cranbrook Kingswood School magániskolában, majd a Farmington Hills-i North Farmington High School-ban tanult, ahol 1990-ben végzett. 1983-ban New Yorkba utazott, belettet tanult, táncolt több musicalben és klasszikus táncjátékokban, így a Hattyúk tavában is.
Szülei a konzervatív zsidó hagyományok szerint nevelték, 13 éves korában bat-micvó szertartást tartottak számára.

## Színészi pályafutása
Az 1980-as évek végén szüleivel együtt Los Angeles környékére költözött. Rövidesen széles ismertséget szerzett az 1989–1992 között futó, középiskolások körében játszódó Saved by the Bell (California High School) című szappanoperában, Jessica „Jessie” Myrtle Spano szerepében. 1992-ben szerepelt a Baywatch tévésorozat két epizódjában is.
1995-ben főszerepet kapott Paul Verhoeven rendező Showgirls című erotikus filmdrámájában, amely a nők iparszerű szexuális kizsákmányolását (sexploitation) mutatja be egy Las Vegas-i éjszakai mulató táncosnőinek mindennapjain keresztül. A film forgatókönyvét Joe Eszterhas írta. Az ellentmondásos üzeneteket hordozó film vegyes fogadtatásra talált, korhatáros besorolása ellenére a mozikban igen gyenge jegybevételt hozott. A sajtó nagyon lehúzta a filmet és a közreműködőket is. A vagány és kíméletlen Nomi Malone táncosnőt karakteresen megformáló Berkley-nek is 1996-ban kiosztották a legrosszabb női főszereplőnek járó Arany Málna díjat. Későbbi televíziós és hálózati sugárzása során a film komoly sikereket hozott, ennek ellenére Berkley pályájának mélypontját jelentette.
A következő években számos mellék- és főszerepet játszott mozifilmekben és tévésorozatokban is, így pl. 1997-ben A szőke az igazi c. romantikus vígjátékban és Woody Allen 2001-es A jade skorpió átkában. Közben folyamatosan dolgozott színházi produkciókban, így pl. Honey Bruce szerepét alakította a Lenny Bruce színész-komikus életét feldolgozó Lenny londoni színpadi változatában, és 2005-ben Bonnie szerepében lépett fel Zűrzavar (Hurlyburly) című vígjátékban, Eddie Izzard oldalán. A Hurlyburlyben nyújtott Bonnnie-alakításáért igen pozitív kritikákat kapott. Greg Laurennel kötött 2003-as házassága megnyitotta útját a Broadway színházai felé, első szerepét 2004 februárjában a Sly Fox vígjátékban alakította, Richard Dreyfuss oldalán.
2008–2009 között szerepelt a CSI: Miami helyszínelők televíziós bűnügyi sorozat több epizódjában (Julia Winston szerepében); 2009-ben pedig a leszbikus közösségről szóló L című tévésorozat 6. évadában, Kelly Wentworth megformálójaként. 2013-ban indult a 17. Dancing with the Stars vetélkedőn, de nem került az első három díjazott közé. 2020-ban, a Saved by the Bell újabb évadában ismét Jessie Spanót játszotta.

## Magánélete

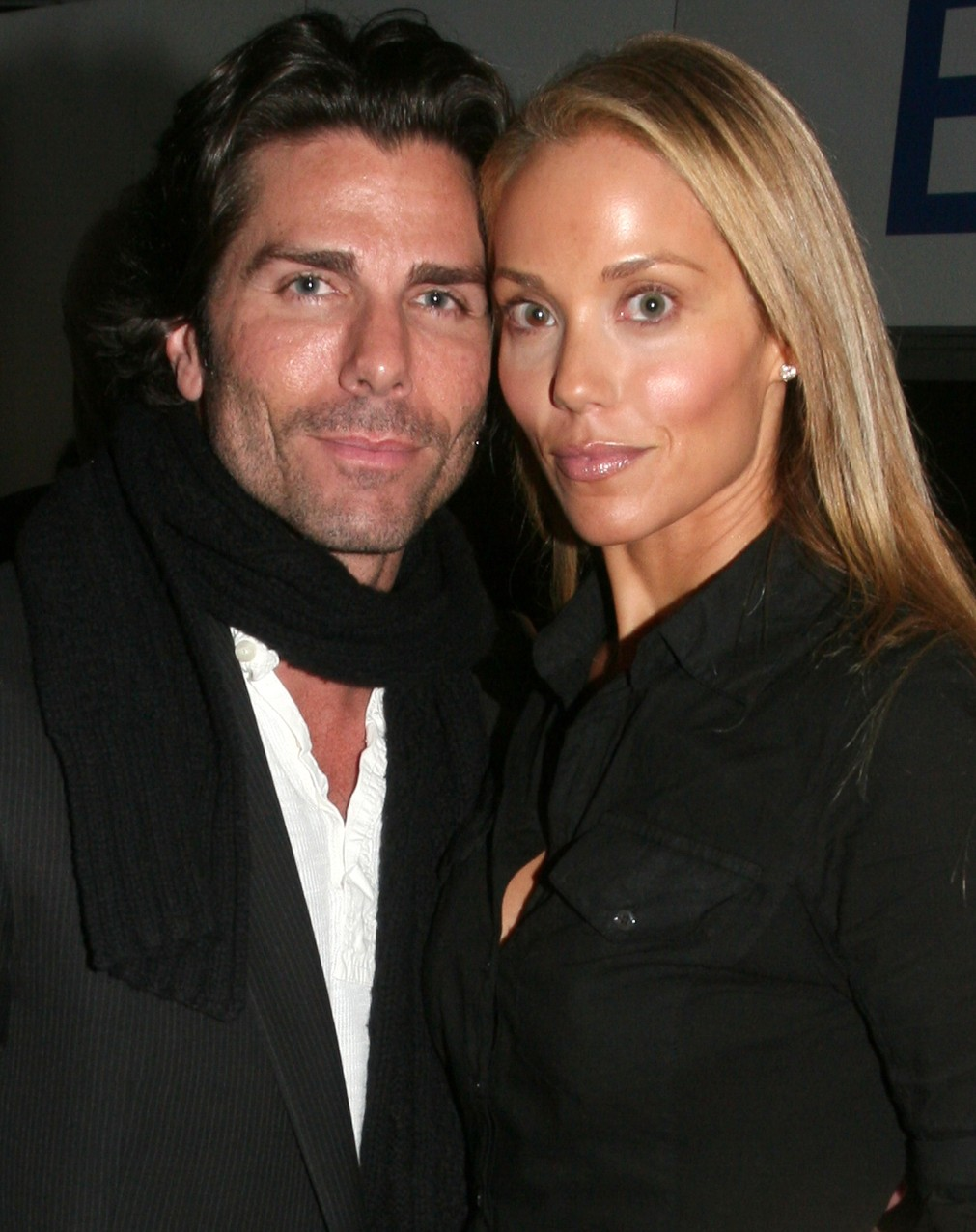
Férjével, Greg Laurennel (2008)

2003. november 1-jén az alsó-kaliforniai Cabo San Lucasban feleségül ment Greg Lauren színész-képzőművészhez, a divattervező Ralph Lauren egyik unokaöccséhez. Nevét hivatalosan Elizabeth Berkley Laurenre változtatta, de színészként továbbra is leánynevén szerepel. 2012 júliusában született egy közös fiuk.
Heterokrómiával született. Két szemének írisze (azaz szivárványhártyája) eltérő színű: jobb szeme zöldesbarna, bal szeme zöld színű.

### „Ask-Elizabeth”
2008 után Berkley éveken keresztül önsegítő tanfolyamokat és csoportfoglalkozásokat vezetett több amerikai város iskoláiban és civil szervezeteiben. Az ötlet onnan adódott, hogy Berkleyt és férjét is sok tizenéves lány kereste fel, akik önértékelési zavarokból adódó egészségi és életviteli problémáik megoldásához kértek tanácsot. Berkley 2010-ben létrehozta az „Ask-Elizabeth.com” nevű honlapot, ahol üzenetek, beszélgetések és videofelvételek segítségével adott ötleteket pozitív önértékeléshez, sorsunk irányításához (empowerment), önálló döntések felelős meghozatalához. Egy évvel később a tanfolyamok anyagát könyvben is megjelentette.

## Filmográfia

### Film
| Év   | Magyar cím                        | Eredeti cím                         | Szerep                           | Magyar hang        |
| ---- | --------------------------------- | ----------------------------------- | -------------------------------- | ------------------ |
| 1988 |                                   | Platinum Blonde (rövidfilm)         | ismeretlen szerep                |                    |
| 1991 | Holtpont (törölt jelenet)         | Point Break                         | makramé lány                     |                    |
| 1993 |                                   | Molly & Gina                        | Kimberly Sweeny                  |                    |
| 1995 |                                   | White Wolves II: Legend of the Wild | Crystal                          |                    |
| 1995 | Showgirls                         | Showgirls                           | Nomi Malone / Pollyanna Costello | Szabó Gabi         |
| 1996 |                                   | Armitage III: Poly-Matrix           | Naomi Armitage (hangja)          |                    |
| 1996 | Elvált nők klubja                 | The First Wives Club                | Phoebe LaVelle                   | Mics Ildikó        |
| 1997 | A szőke az igazi                  | The Real Blonde                     | Tina                             | Keviczky Szilvia   |
| 1998 |                                   | Random Encounter                    | Alicia 'Allie' Brayman           |                    |
| 1999 |                                   | Taxman                              | Nadia Rubakov                    |                    |
| 1999 |                                   | Africa                              | Barbara Craig                    |                    |
| 1999 |                                   | Last Call                           | Helena                           |                    |
| 1999 | Őrült tempóban                    | Tail Lights Fade                    | Eve                              |                    |
| 1999 | Minden héten háború               | Any Given Sunday                    | Mandy Murphy                     |                    |
| 2001 | A jade skorpió átka               | The Curse of the Jade Scorpion      | Jill                             | Roatis Andrea      |
| 2001 | Viagratolvajok                    | The Shipment                        | Candy Colucci                    | Erdős Borcsa       |
| 2002 | Halál a címlapon                  | Cover Story                         | Samantha Noble                   | Kisfalvi Krisztina |
| 2002 | Roger Dodger                      | Roger Dodger                        | Andrea                           | Zakariás Éva       |
| 2003 | Detonátor – Terror Los Angelesben | Detonator                           | Jane Dreyer                      | Zsigmond Tamara    |
| 2003 |                                   | Moving Malcolm                      | Liz Woodward                     |                    |
| 2008 |                                   | Meet Market                         | Linda                            |                    |
| 2008 |                                   | The Butler's in Love (rövidfilm)    | Angelique                        |                    |
| 2009 | Csajok a pácban                   | Women in Trouble                    | Tracy                            |                    |
| 2009 |                                   | S. Darko                            | Trudy                            |                    |

### Televízió
- 1986: Silver Spoons, tévésorozat; 5 epizódban; Melissa
- 1988: Day by Day, tévésorozat; 2 epizódban, Lizabeth
- 1989–1993: Az élet megy tovább (Life Goes On), tévésorozat; Selena
- 1989–1993: Seved by the Bell, tévésorozat 75 epizódban, Jessie Spano
- 1992: A sárkány törvénye (Raven), tévésorozat, Deborah
- 1991–1998: Egyről a kettőre (Step by Step), tévésorozat; 1 epizódban; Lisa Morgan
- 1992: Baywatch; tévésorozat; Courtney Bremmer
- 1992: Gimis évek: Hawaii stílusban (Saved by the Bell: Hawaiian Style), tévéfilm; Jessie Spano
- 1994: Halálbiztos diagnózis (Diagnosis Murder); tévésorozat; egy epizódban; Shannon Thatcher
- 1994: Burke’s Law; tévésorozat; Heather Charles
- 1994: Smokey és a Bandita 4: Egy kis kiruccanás (Bandit: Bandit Goes Country); tévéfilm; Beth
- 1994: Las Vegas-i esküvő (Saved by the Bell: Wedding in Las Vegas), tévéfilm; Jessie Spano
- 1999–2001: Jack és Jill (Jack & Jill); tévésorozat; Gabi
- 2000: New York rendőrei (NYPD Blue); tévésorozat, 2 epizódban; Nicole Graf
- 2002: Alkonyzóna (The Twilight Zone); tévésorozat; Sanctuary c. epizódban; Marisa Sanborn
- 2003: Egy irányított elme (Control Factor), tévéfilm; Karen Bishop
- 2003: CSI: A helyszínelők (CSI: Crime Scene Investigation), tévésorozat; 1 epizódban; Renée, táncosnő
- 2003: Student Seduction; tévéfilm; Christie Dawson
- 2004: Nyomtalanul (Without a Trace); 1 epizódban; Lynette Shaw
- 2005: A küszöb (Threshold); tévésorozat; Christine Polchek
- 2006: Esküdt ellenségek: Bűnös szándék (Law & Order: Criminal Intent), tévésorozat; Danielle Quinn
- 2008: A fekete özvegy (Black Widow); tévéfilm; Olivia Whitfield / Grace Miller
- 2009: L (The L Word); tévésorozat; 4 epizódban; Kelly Wentworth
- 2008–2009: CSI: Miami helyszínelők (CSI: Miami); tévésorozat; 9 epizódban; Julia Winston
- 2011: Lucky Christmas; tévéfilm; Holly
- 2014: Melissa és Joey (Melissa & Joey); tévésorozat; 1 epizódban; Dr. Kathryn Miller
- 2016: Új csaj (New Girl); tévésorozat; 1 epizódban; Becky Cavatappi
- 2020-2021: Saved by the Bell; tévésorozat; 20 epizódban; Jessica Spano

## Bibliográfia
- Elizabeth Berkley. Ask Elizabeth: Real Answers to Everything You Secretly Wanted to Ask AboutLove, Friends, Your Body and Life in General (angol nyelven). G.P. Putnam’s Sons Books for Young Readers (2011. 03). ISBN 978-0399254482

## Fordítás
- Ez a szócikk részben vagy egészben  az   Elizabeth Berkley című angol Wikipédia-szócikk fordításán alapul.  Az eredeti cikk szerkesztőit annak laptörténete sorolja fel. Ez a jelzés csupán a megfogalmazás eredetét és a szerzői jogokat jelzi, nem szolgál a cikkben szereplő információk forrásmegjelöléseként.